# Lucifer (sastav)
Lucifer je heavy metal-sastav koji je 2014. u Berlinu osnovala pjevačica Johanna Sadonis, jedina stalna članica skupine.

## O sastavu
Dvije godine prije osnutka Lucifera Sadonis je s gitaristicom Linnéom Olsson osnovala projekt The Oath, čiji je istoimeni debitantski album 2014. objavila diskografska kuća Rise Above Records. Međutim, projekt je iste godine raspušten, a Sadonis je ubrzo osnovala Lucifer kako bi se nastavila baviti glazbom. U projekt je pozvala Andyja Prestidgea, bivšeg bubnjara The Oatha i Angel Witcha, te basista Dina Gollnicka, koji je u početku trebao svirati za The Oath. Kad je Sadonis Leeju Dorianu, osnivaču Rise Above Recordsa, rekla da traži gitarista, Dorrian joj je predložio Gaza Jenningsa, gitarista iz njegova tada nedavno raspuštenog sastava Cathedral. Jennings se ubrzo pridružio skupini i počeo je pisati pjesme sa Sadonis.
Budući da se Jennings odlučio posvetiti svojem sastavu Death Penalty, odlučeno je da neće svirati na Luciferovim koncertima i da se neće pojavljivati na promidžbenim fotografijama. Debitantski singl sastava „Anubis” objavljen je 7. travnja 2015. u izdanju Rise Above Recordsa. Prije nastupa na Roadburn Festivalu u Nizozemskoj u travnju te godine sastav je namjeravao održati četiri manja koncerta u Njemačkoj. Međutim, kako nije mogao pronaći novog gitarista, ta je uloga pripala Jenningsu, koji je svirao gitaru i na kasnijoj američkoj turneji. Lucifer I, prvi album sastava, objavljen je 16. lipnja 2015., a skupina je potom otišla na američku turneju koja je trajala od 30. srpnja do 23. kolovoza.
U ožujku 2017. potvrđeno je da su Jennings i Prestidge napustili skupinu. Sadonis je naknadno izjavila da ju je Jennings napustio u studenome 2016., poslije europske turneje. Istog dana kad je Jennings izjavio da napušta sastav Sadonis se sastala sa švedskim multiinstrumentalistom Nickeom Anderssonom, koji je neko vrijeme želio pisati pjesme s njom. Lucifer je snimio drugi studijski album u Anderssonovu kućnom studiju, no u snimanju su sudjelovali samo Sadonis, Andersson i gitarist Robin Tidebrink.
Skupina se preselila u Stockholm i potpisala je ugovor sa Century Media Recordsom. „Faux Pharaoh”, prvi singl s drugog albuma, objavila je u prosincu 2017. U svibnju iduće godine izdan je singl „California Son”. Prije objave albuma Lucifer II 6. srpnja 2018. sastavu su se priključili gitarist Martin Nordin iz skupine Dead Lord i basist Alexander Mayr. U listopadu te godine Lucifer je otišao na europsku turneju, a uživo je nastupio i u televizijskoj emisiji Rockpalast. Također je bio jedan od izvođača na Kiss Kruiseu VIII, šestodnevnom američkom glazbenom krstarenju koje je trajalo od 31. listopada do 5. studenoga.
U ožujku 2019. sastav je otišao na dvotjednu američku turneju, a u svibnju je bio predgrupa skupini The Hellacopters na četirima europskim koncertima. U kolovozu je otišao na drugi dio američke turneje. U listopadu te godine potvrđeno je da je Mayr napustio sastav zbog zdravstvenih problema. Krajem prosinca u skupini ga je zamijenio basist Harald Göthblad.
Lucifer III, treći studijski album, objavljen je 20. ožujka 2020. i bio je nominiran za nagradu Grammis u kategoriji „najbolji hard rock/metal”. U ožujku 2021. sa sastavom Kadavar Lucifer je objavio split-singl za koji je snimio obradu pjesme „Pull Away/So Many Times” grupe Dust. U lipnju iste godine objavio je obradu pjesme „Gone with the Wind Is My Love” skupine Rita and the Tiaras. Obrada je snimljena u suradnji s Elin Larsson iz Blues Pillsa. Lucifer IV, Luciferov četvrti album, objavljen je 29. listopada 2021. Bio je nominiran za nagradu Grammis u kategoriji „najbolji hard rock/metal”.
U srpnju 2022. skupina je izjavila da je potpisala ugovor s Nuclear Blastom i da radi na petom studijskom albumu. Lucifer V naposljetku je objavljen 26. siječnja 2024.

## Glazbeni stil
Luciferove pjesme nadahnute su glazbom Black Sabbatha, Deep Purplea, Blue Öyster Culta, Lucifer's Frienda, Steppenwolfa, Hearta (iz sedamdesetih) i Fleetwood Maca. U ranim danima sastava Sadonis je Jenningsu predstavljala svoje glazbene ideje, on je potom osmišljavao rifove na gitari, a pjesme su naposljetku oblikovali zajedno. Sadonis je poslije toga pisala stihove i osmišljavala vokalne dionice. Često se služi okultnim pjesničkim slikama pomiješanim s pričama iz privatnog života. Sadonis je izjavila da joj je glazba „puna duhovnosti, a magija je glavna tema pjesama – u stihovima, u kreiranim slikama ili u brojevima”. Spomenula je da je ime Lucifer izabrala, između ostalog, zato što joj se sviđa broj sedam (to ime ima sedam slova), a na omotu debitantskog albuma nalazi se oko iz kojeg izlazi sedam zraka. Komentirala je da je prvi Luciferov album namjeravala snimiti za posebnu publiku – „ljude koji slušaju doom i underground-metal” – i da je htjela da drugi album proširi publiku sastava. Dodala je i da je prvi album postao žešći kad se skupini pridružio Jennings i da je drugi album usklađeniji s njezinim prvotnim zamislima.
Glazba i imidž sastava nadahnuti su šezdesetim i sedamdesetim godinama 20. stoljeća. Sadonis je izjavila da zbog suvremenih tehnika snimanja koje zvuk čine „glatkim i uglancanim” pjesme gube „dušu” i dodala je da je glazba iz prethodno spomenutih desetljeća „bezvremenska”. Komentirala je i da je prvi album snimljen uživo s pomoću analogne opreme i da se zato mogu čuti „manje pogreške”. Što se tiče imidža skupine, izjavila je: „Sviđa mi se kako se skupina predstavlja, mislim da je to pomaže u prenošenju poruke glazbe. Namijenjena je svim čulima, vašem mozgu, vašim ušima, vašim očima, svemu.”

## Članovi sastava
Sadašnji članovi
- Johanna Sadonis – vokal, klavijatura (2014. – danas)

Bivši članovi
- Neta Shimoni – gitara (2014.)[22]
- Dino Gollnick – bas-gitara (2014. – 2015.)
- Andy Prestidge – bubnjevi, klavijatura (2014. – 2017.)
- Gaz Jennings – gitara (2014. – 2017.)
- Robin Tidebrink – gitara (2017. – 2018.)
- Nicke Andersson – bubnjevi, gitara, bas-gitara (2017. – 2025.)
- Alexander Mayr – bas-gitara (2018. – 2019.)
- Martin Nordin – gitara (2018. – 2025.)
- Linus Björklund – gitara (2018. – 2025.)
- Harald Göthblad – bas-gitara (2019. – 2025.)

Vremenska crta

## Diskografija
Studijski albumi
- Lucifer I (2015.)
- Lucifer II (2018.)
- Lucifer III (2020.)
- Lucifer IV (2021.)
- Lucifer V (2024.)

## Vanjske poveznice

### Sestrinski projekti
|  | Zajednički poslužitelj ima još gradiva o temi Lucifer (sastav) |

### Mrežna mjesta
- Lucifer na Facebooku
- Lucifer na Discogsu